# Spanish Eddie
«Spanish Eddie» es una canción de la cantante estadounidense Laura Branigan, lanzada en julio de 1985 como el primer sencillo de su cuarto álbum de estudio, Hold Me (1985). La canción fue producida por Jack White y arreglada por Harold Faltermeyer. 
En Estados Unidos alcanzó el número 40 en el Billboard Hot 100 y el número 37 en la lista de sencillos Cash Box. También alcanzó el número 29 en la Billboard Adult Contemporary, mientras que una versión dance de 12" llegó el número 26 en la lista Hot Dance Club Play.
"Spanish Eddie" alcanzó el número ocho en Austria y el número 11 en Suecia, mientras que se ubicó entre los 40 primeros en Australia (número 24), Alemania (número 36) y Canadá (número 38). En Reino Unido alcanzó el número 87 de UK Singles Chart.

## Lista de canciones
sencillo 7" (Atlantic – 7-89531)
A. "Spanish Eddie" – 4:10
B. "Tenderness" – 3:46
maxi 12" (Atlantic – 786868-0)
A. "Spanish Eddie" (extended remix) – 5:31
B1. "Tenderness" (extended remix) – 5:50
B2. "Spanish Eddie" – 4:10
| Lista (1985-1986)                       | Máxima posición |
| --------------------------------------- | --------------- |
| Alemania (Offizielle Deutsche Charts)   | 36              |
| Australia (Kent Music Report)           | 24              |
| Austria (Ö3 Austria Top 40)             | 8               |
| Canadá (RPM Top Singles)                | 38              |
| Canadá (RPM Adult Contemporary)         | 25              |
| Estados Unidos (Billboard Hot 100)      | 40              |
| Estados Unidos (Adult Contemporary)     | 29              |
| Estados Unidos (Hot Dance Club Songs)   | 26              |
| Estados Unidos (Dance Singles Sales)    | 27              |
| Estados Unidos Cash Box Top 100 Singles | 37              |
| Reino Unido (Official Charts Company)   | 87              |
| Sudáfrica Springbok Radio)              | 6               |
| Suecia (Sverigetopplistan)              | 11              |

## Otras Versiones
- En 1985 Wencke Myhre graba la canción en alemán como "Die Nacht als der Himmel Feuer fing".
- En 1992 Tony Christie hace una versión de la canción (también producida por Jack White) para su álbum Welcome to My Music 2.